# Gosławice (gromada w powiecie konińskim)
Gosławice – dawna gromada, czyli najmniejsza jednostka podziału terytorialnego Polskiej Rzeczypospolitej Ludowej w latach 1954–1972.
Gromady, z gromadzkimi radami narodowymi (GRN) jako organami władzy najniższego stopnia na wsi, funkcjonowały od reformy reorganizującej administrację wiejską przeprowadzonej jesienią 1954 do momentu ich zniesienia z dniem 1 stycznia 1973, tym samym wypierając organizację gminną w latach 1954–1972.
Gromadę Gosławice z siedzibą GRN w Gosławicach (obecnie w granicach Konina) utworzono – jako jedną z 8759 gromad na obszarze Polski – w powiecie konińskim w woj. poznańskim, na mocy uchwały nr 25/54 WRN w Poznaniu z dnia 5 października 1954. W skład jednostki weszły obszary dotychczasowych gromad Gosławice, Sokółki i Wola Łaszczowa, ponadto miejscowość Gaj z dotychczasowej gromady Pątnów oraz miejscowości Maliniec (wieś), Maliniec (folwark) i Marantów (folwark) z dotychczasowej gromady Maliniec ze zniesionej gminy Gosławice, a także miejscowość Włodzimirów z dotychczasowej gromady Włodzimirów ze zniesionej gminy Kazimierz Biskupi – w tymże powiecie. Dla gromady ustalono 27 członków gromadzkiej rady narodowej.
1 stycznia 1958 z gromady Gosławice wyłączono miejscowość Włodzimierzów, włączając ją do gromady Kazimierz Biskupi w tymże powiecie; do gromady Gosławice włączono natomiast miejscowości Sulanki i Sulanki majątek ze zniesionej gromady Rudzica tamże.
31 grudnia 1967 do gromady Gosławice włączono obszar zniesionej gromady Cukrownia Gosławice oraz miejscowości Międzylesie (z wyjątkiem terenów baz transportowych i ogródków działkowych) i Międzylesie-Kolonia ze zniesionej gromady Morzysław w tymże powiecie.
Gromada przetrwała do końca 1972 roku, czyli do kolejnej reformy gminnej. 1 stycznia 1973 w powiecie konińskim reaktywowano gminę Gosławice (zniesioną ponownie w 1976 roku).